# أوسكار بيرغر
أوسكار خوسيه رافائيل بيرغر بيردومو (بالإسبانية: Óscar José Rafael Berger Perdomo)‏ (مواليد 11 أغسطس 1946) هو الرئيس الرابع والثلاثون لجمهورية غواتيمالا في الفترة من 14 يناير 2004 – 14 يناير 2008 .

## روابط خارجية
- أوسكار بيرغر على موقع الموسوعة البريطانية (الإنجليزية)
- أوسكار بيرغر على موقع مونزينجر (الألمانية)
- أوسكار بيرغر على موقع إن إن دي بي (الإنجليزية)

- Biography by CIDOB (بالإسبانية)